# Kontrastiv fokusreduplicering

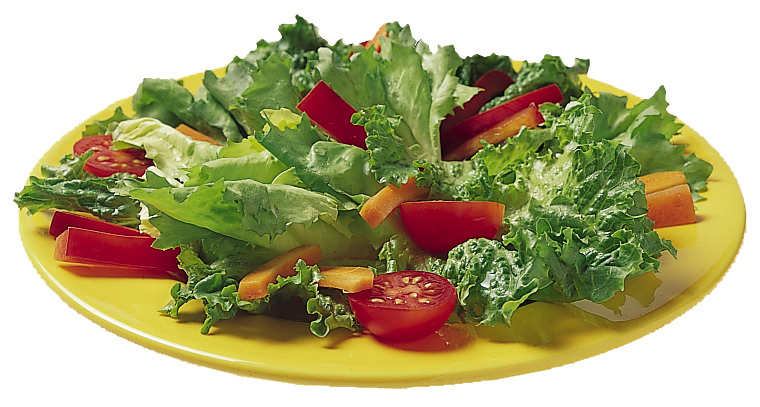
Det här är en salladssallad, inte en pastasallad.

Kontrastiv reduplikation är en typ av syntaktisk reduplicering som finns på vissa språk. Dubbla ett ord eller en fras – som "Jag har köpt en mus-mus" – kan indikera att den prototypiska betydelsen av det upprepade ordet eller frasen är avsedd, i exemplets fall att man menar en levande mus och ej en datormus.

## Struktur
Kontrastiv fokusreduplicering har två identiska – eller nästan identiska – beståndsdelar. På svenskan bär den vänstra beståndsdelen betoning.

## På andra språk
Kontrastiv fokusreduplikation finns i andra språk som engelska och tyska, även om forskning tyder på att innebörden av konstruktionen inte lätt förstås av alla tysktalande.
En typisk fras i Tyskland är "Er ist mein Freund, aber nicht mein Freund Freund". Detta översätts till "Han är min vän, men inte min vän-vän [pojkvän]". Det används för att disambiguera eftersom det inte finns något ord som specifikt betyder "pojkvän". 
På kanadensisk engelska betyder "French French" franska som det talas i Frankrike, i motsats till kanadensisk franska. Detta kan analyseras antingen som kontrastiv fokusreduplicering, eller helt enkelt som substantivet franska (det franska språket) föregås av adjektivet franska (från Frankrike).